# Municipio de Franklin (condado de Morrow)
El municipio de Franklin (en inglés: Franklin Township) es un municipio ubicado en el condado de Morrow en el estado estadounidense de Ohio. En el año 2010 tenía una población de 1617 habitantes y una densidad poblacional de 22,69 personas por km².

## Geografía
El municipio de Franklin se encuentra ubicado en las coordenadas 40°31′39″N 82°42′23″O / 40.52750, -82.70639. Según la Oficina del Censo de los Estados Unidos, el municipio tiene una superficie total de 71.25 km², de la cual 71,03 km² corresponden a tierra firme y (0,31 %) 0,22 km² es agua.

## Demografía
Según el censo de 2010, había 1617 personas residiendo en el municipio de Franklin. La densidad de población era de 22,69 hab./km². De los 1617 habitantes, el municipio de Franklin estaba compuesto por el 97,16 % blancos, el 0,8 % eran afroamericanos, el 0,56 % eran asiáticos, el 0,06 % eran isleños del Pacífico, el 0,37 % eran de otras razas y el 1,05 % eran de una mezcla de razas. Del total de la población el 0,8 % eran hispanos o latinos de cualquier raza.